# Militaire Luchtvaart Museum
Het Militaire Luchtvaart Museum was het enige museum van die aard in Nederland tot 30 juni 2013, de dag van definitieve sluiting. Het lag op het Kamp van Zeist nabij vliegbasis Soesterberg te Soesterberg. Het was het officiële museum van de Koninklijke Luchtmacht. Het museum werd draaiende gehouden door een betaalde staf en door zo'n zeventig vrijwilligers. Subsidie kwam van het ministerie van Defensie. De toegang was gratis.
Het Militaire Luchtvaart Museum in Soesterberg en het Legermuseum in Delft zijn in 2014 samengebracht en onderdeel geworden van het Nationaal Militair Museum (NMM). Dit museum is gevestigd op de voormalige vliegbasis Soesterberg.

## Geschiedenis
Op initiatief van enkele luchtmachtmedewerkers werd in 1968 het Luchtmachtmuseum opgericht. Op 3 juli 1968 werd het museum, destijds gevestigd in een van de hangaars op de Vliegbasis Soesterberg, geopend door prins Bernhard.
In 1980 verhuisde het Luchtmachtmuseum naar het Kamp van Zeist en werd de naam veranderd in Militaire Luchtvaart Museum. Van toen af aan werd ook aandacht besteed aan de Marine Luchtvaartdienst en de Militaire Luchtvaart van het Koninklijk Nederlandsch-Indisch Leger.

## Indeling
Het museum beschikte over twee grote hallen van ongeveer 60 x 60 m en 40 x 40 m, plus een kleine hal van 10 x 20 m. De grote hallen heetten Generaal Snijders-hal, naar de oprichter van de Nederlandse militaire luchtvaart op Soesterberg. In deze hal stonden de toestellen uit de Tweede Wereldoorlog bijeen. Enkele topstukken uit de collectie waren
- de Nederlandse tweemotorige jager Fokker G.I (1:1 model)
- de Duitse V1 geleide bom (of kruisvluchtwapen).

Ook toonde het museum een opengewerkte Rolls-Royce Merlin motor, de 'motor die de oorlog won', in Engeland de meest gebruikte militaire vliegtuigmotor.
De Tweede Wereldoorlog was de periode waarin de Nederlandse luchtmacht binnen drie dagen vrijwel geheel werd vernietigd in Nederland, waarbij alleen in Nederlands-Indië enige vliegende eenheden overbleven (vliegboot Do 24). Tijdens de oorlog schakelde de Nederlandse verdediging, zowel te land als in de lucht, in mei 1940 maar liefst 525 Duitse toestellen uit. De geschiedenis van de Tweede Wereldoorlog nam daarom in de presentatie en belangrijke plaats in. Zowel vóór als na de Tweede Wereldoorlog is de Nederlands luchtmacht niet of niet meer in een groot gewapend conflict betrokken geweest.
In de Ir. Vreeburghal stonden de overige toestellen, voornamelijk van na de oorlog, hoewel hier een driemotorige Dornier Do 24-vliegboot direct bij de ingang een opvallende plaats innam. Dit model werd door Dornier ontwikkeld naar specificaties van de Nederlandse luchtmacht.
Ook stond hier een exemplaar van de verguisde Lockheed F-104 Starfighter, het Amerikaanse toestel van de luchtmacht, dat bekendstond vanwege het grote aantal verliezen in vredestijd.
In deze hal was ook de museumwinkel van de Stichting Vrienden van het MLM gevestigd.
Een derde (kleinere) hal werd gebruikt als 'Flight Centre', waar diverse simulatoren opgesteld stonden, plus een aantal demonstratiemodellen op schaal. Deze lieten zien hoe vliegtuigen, waaronder helikopters, kunnen vliegen en bestuurd worden. Bezoekers konden hier met vrijwel alle expositiestukken oefenen of spelen.
Op het grote buitenterrein stonden ongeveer vijf jachtvliegtuigen, waaronder een MiG en een Spitfire. Ook stond er een radar-dome, een radarinstallatie met overkapping.

## Collectie

### Tweede Wereldoorlog
- Auster Mark III
- Consolidated PBY-5 A Catalina
- Donier Do 24K
- Fokker D.VII
- Fokker D.XXI
- Fokker G.1A
- Gloster Meteor MK4
- de Havilland DH-82 Tiger Moth
- Koolhoven F.K. 51
- Lockheed L-12A, heeft ooit dienstgedaan bij de Royal Netherlands Military Flying School
- North American P-51 Mustang
- North American B-25 J Mitchell
- Supermarine Spitfire LF.Mk.IX.C.

De meeste van deze toestellen stonden bijeen in de Gen. Snijderhal. Buiten stond een tweede Spitfire.

### Overige perioden
- Bölkow Bo-105CB
- Breguet Br.1150 Atlantique In opslag op vliegbasis Soesterberg.
- Cessna T-37 Tweet In opslag op vliegbasis Soesterberg.
- Convair F-102A Delta Dagger
- Farman HF.20
- Fokker S.11 "Instructor"
- Fokker S.14 "Machtrainer"
- Fokker F27-300M Troopship
- General Dynamics F-16A
- Grumman S-2A Tracker
- de Havilland Dominie DH-89B
- de Havilland DHC-2 Beaver
- Hawker Hunter F Mk. 4
- Hawker Sea Fury F.B. 51
- Hawker Sea Hawk FGA 50
- Hiller OH-23C Raven
- Lockheed T33A
- Lockheed Neptune SP 2H
- Lockheed F-104G Starfighter
- McDonnell Douglas F-4E, in opslag vliegbasis Soesterberg
- McDonnell Douglas F-15A, in opslag op vliegbasis Soesterberg
- Mikoyan MiG-21 PFM
- Northrop NF-5B
- North American Harvard AT16
- North American F-100D Super Sabre
- North American F-86K Sabre (Kaasjager)
- Piper Super Cub L18C
- Republic F-84G Thunderjet
- Republic F-84F Thunderstreak
- Republic F-84F Thunderflash
- Sikorsky S-58
- Sud Aviation Alouette II
- Sud Aviation Alouette III
- Sud Aviation Alouette III (SAR)

- Virtual International Authority File: 234843899